# ОШ „Лаза Костић” Гаково
ОШ „Лаза Костић” једна је од основних школа у Сомбору. Налази се у улици Краља Петра I 56 у Гакову. Назив је добила по српском песнику, писцу, новинару, филозофу, полиглоти и политичару Лази Костићу.

## Историјат
Почетак рада школе у селу датира из 1764. године када се налазила у центру поред цркве, а први учитељ је био црквени појац. Његов материјални положај је побољшан када му је из земљишњог фонда државног спахилука додељено на обраду и бесплатно уживање осам јутара земље. Деца су тада наставу најредовније похађала преко зиме. Стара школа је срушена 1805. године и подигнута је нова. У школи је тада радило два учитеља и наставу је похађало око четиристо ученика. Историјске прилике су утицале на то како се школа развијала и функционисала па је током 19. века дограђивана четири пута: 1805, 1854, 1882. и 1895. године. У периоду од 1764. до 1994. је настава извођена двојезично, на немачком или мађарском језику у зависности од актуелне власти. Од 1944. до 1948. године није радила. Школске 1952—1953. је почела да ради осмолетка на македонском језику, за почетак рада школе су из Скопља дошла два учитеља и тада је имала десет разреда. Основна школа у којој се настава изводи на српском језику је почела са радом 1955. године, након одласка Македонаца. Налазила се у центру Гакова и представљала је велелепно архитектонско здање које је изграђено по свим актуелним стандардима. У новом објекту, који је у функцији од 1966. године, поред редовне наставе организују се и бројне образовне, спортске и културно–уметничке активности. Педесетих година је школа у Гакову постала матична школа и за ученике из Растине па јој је припало и издвојено одељење у Растини које је смештено у каштелу барона Редла изграђеном 1818. године. Данас школу похађа око двеста ученика распоређених у дванаест одељења, од тога је само једно одељење комбиновано од првог до четвртог разреда, у издвојеном одељењу у Растини. Ученици подручне школе од четвртог разреда из Растине путују на наставу у матичну школу, настава се одвија у једној смени.